# Szukhothaj Történelmi Park

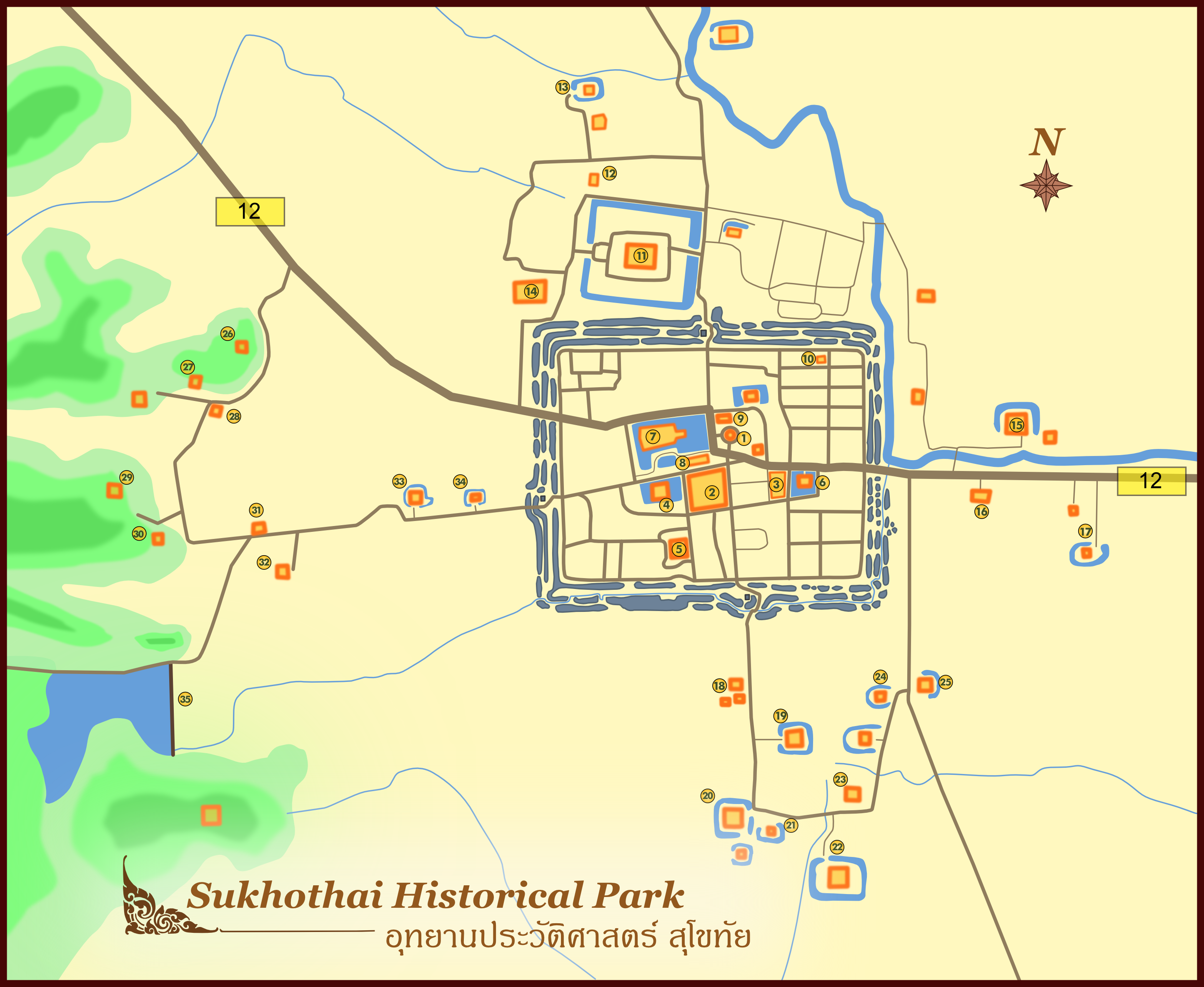
A Történelmi Park térképe

A Szukhothaj Történelmi Park (thai nyelven: อุทยานประวัติศาสตร์ สุโขทัย, angolul: Sukhothai Historical Park) az UNESCO kulturális világörökség része Thaiföld északnyugati részén, a mai Szukhothaj várostól kb. 12 km-re nyugatra terül el.
A feljegyzések szerint a khmerek éltek itt, míg az északi thai királyok el nem űzték őket, hogy megalapítsák az első thai fővárost 1238-ban, amely a főváros is maradt 120 évig. A 13. és a 14. században az első Sziámi Királyság központja volt. Itt alakult ki az úgynevezett „szukhotaj stílus”, egy olyan művészeti és építészeti irányzat ami az erőteljes khmer befolyás jellegzetességeit ötvözte a helyi díszítőelemekkel. A település megőrizte erődítményeinek nagy részét, a városközpontban fennmaradt épületek jelentős része a thai építészet kezdeti szakaszából származik. 
Szukhothaj fallal körülvett egykori városának romjai és környékük 70 km²-t foglal el. A területen mintegy 40 templomegyüttes található. A Történelmi Park közepén helyezkedik el a fallal övezett Királyi város, amit vizesárokkal és földsánccal is védtek. A város és egyben a királyság spirituális központja a Királyi városban található Wat Mahathat volt. A központi chedi-t  Szukhothaj első királya, Si Intharathit (1240-1270) alapította, majd a következő királyok további épületekkel gazdagították a komplexumot. A 16. század végére már 200 chedi, számos wihan és mondop volt a területen. A Wat Si Chum templom nagyméretű ülő Buddha-szobráról nevezetes, amely egyike a jellegzetes szukhotaji stílusú karcsú és elegáns szobroknak. A korábbi San Ta Pha Daeng és Wat Si Sawai templomok még erőteljes khmer befolyásról tanúskodnak.

## Galéria

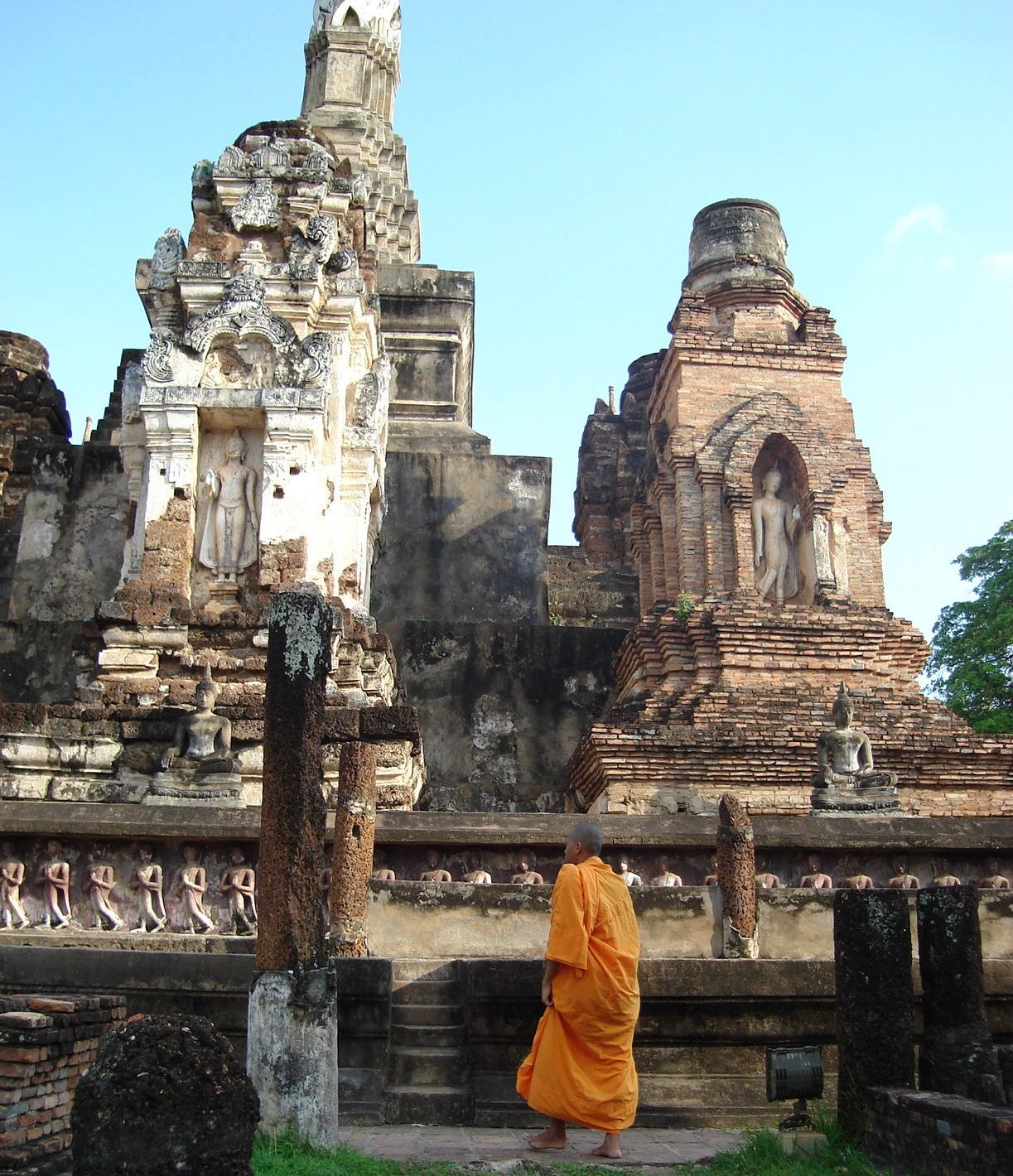
A Wat Mahathat belső szentélye
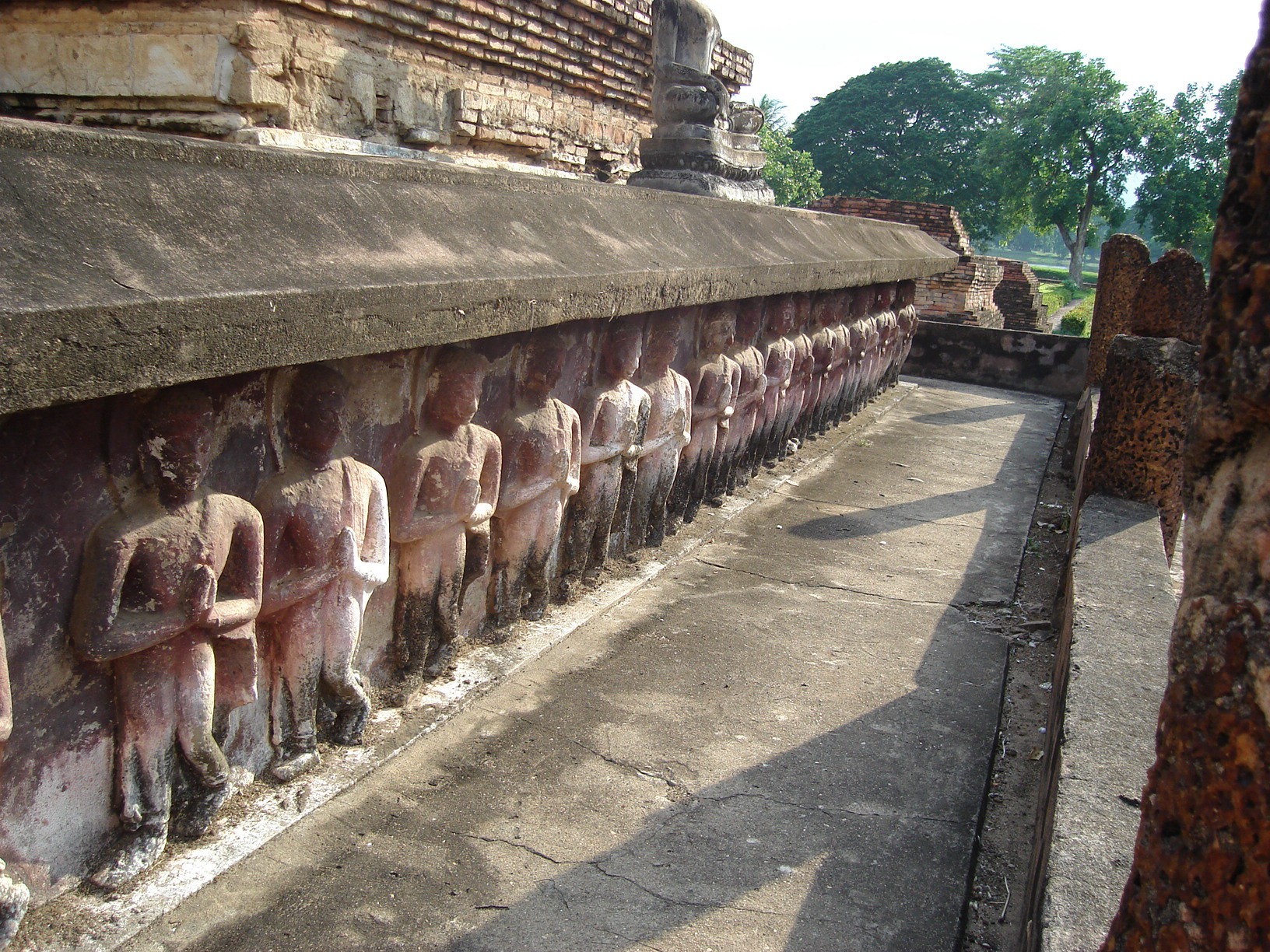
Wat Mahathat
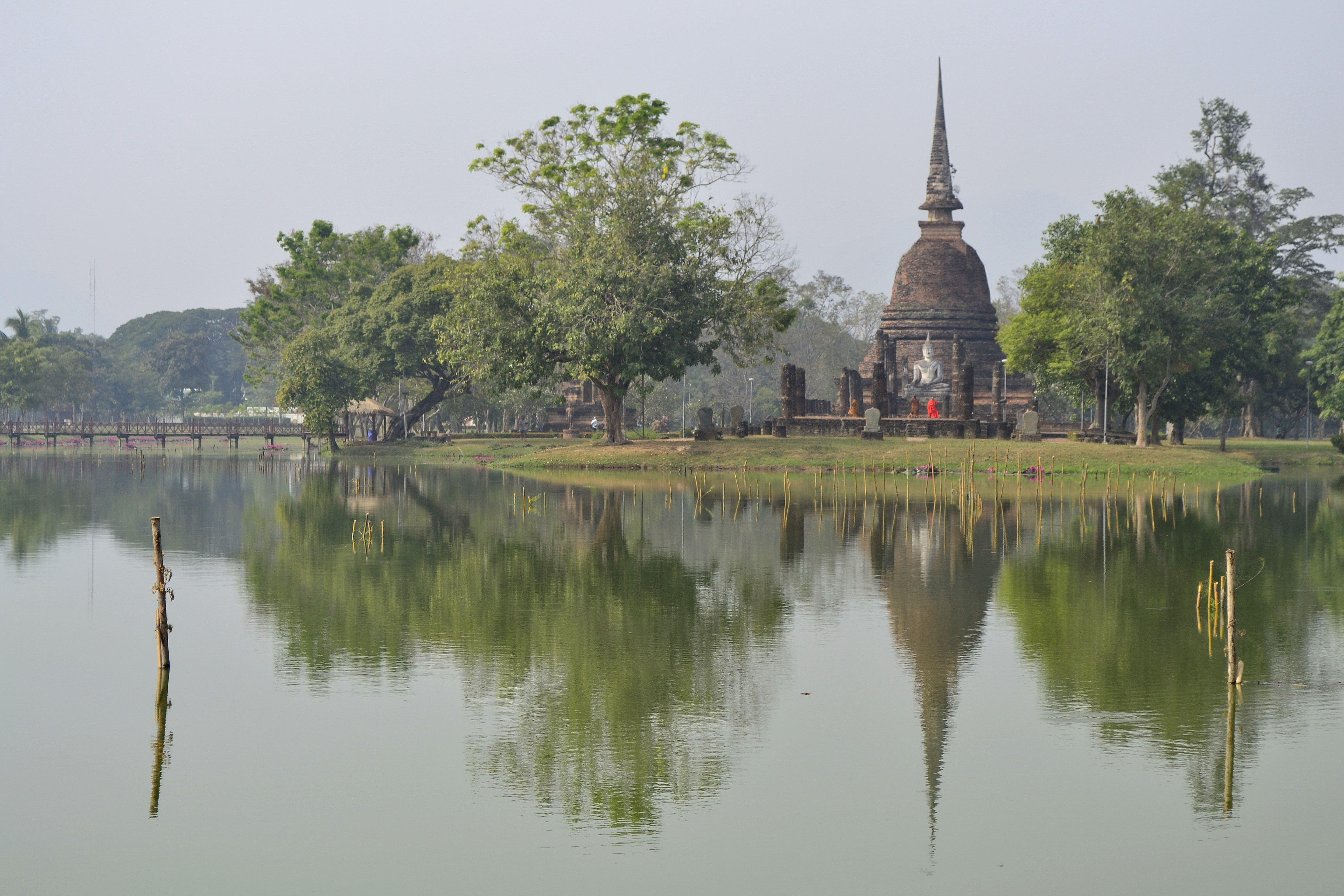
Wat Sa Si
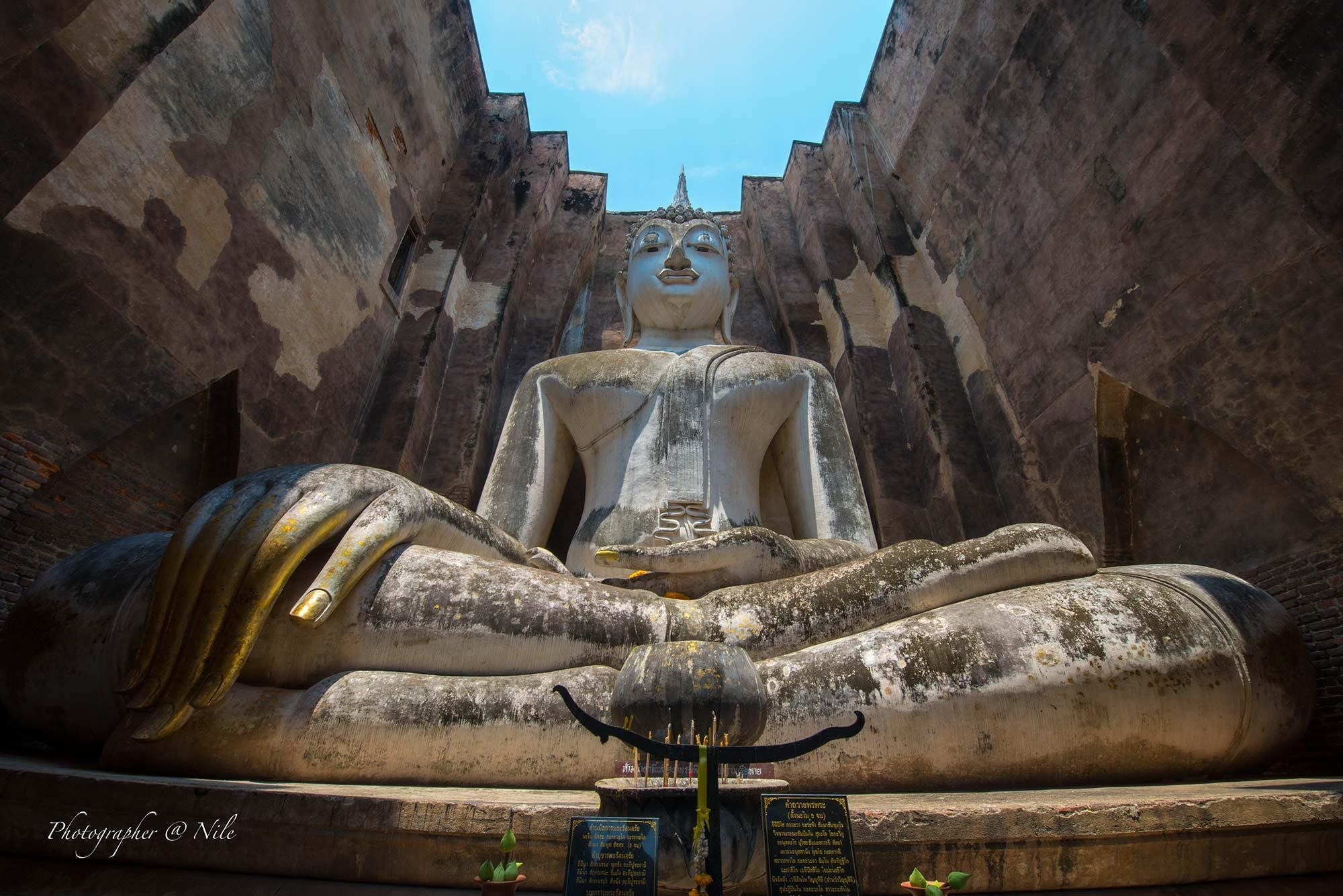
Phra Achana, Wat Si Chum
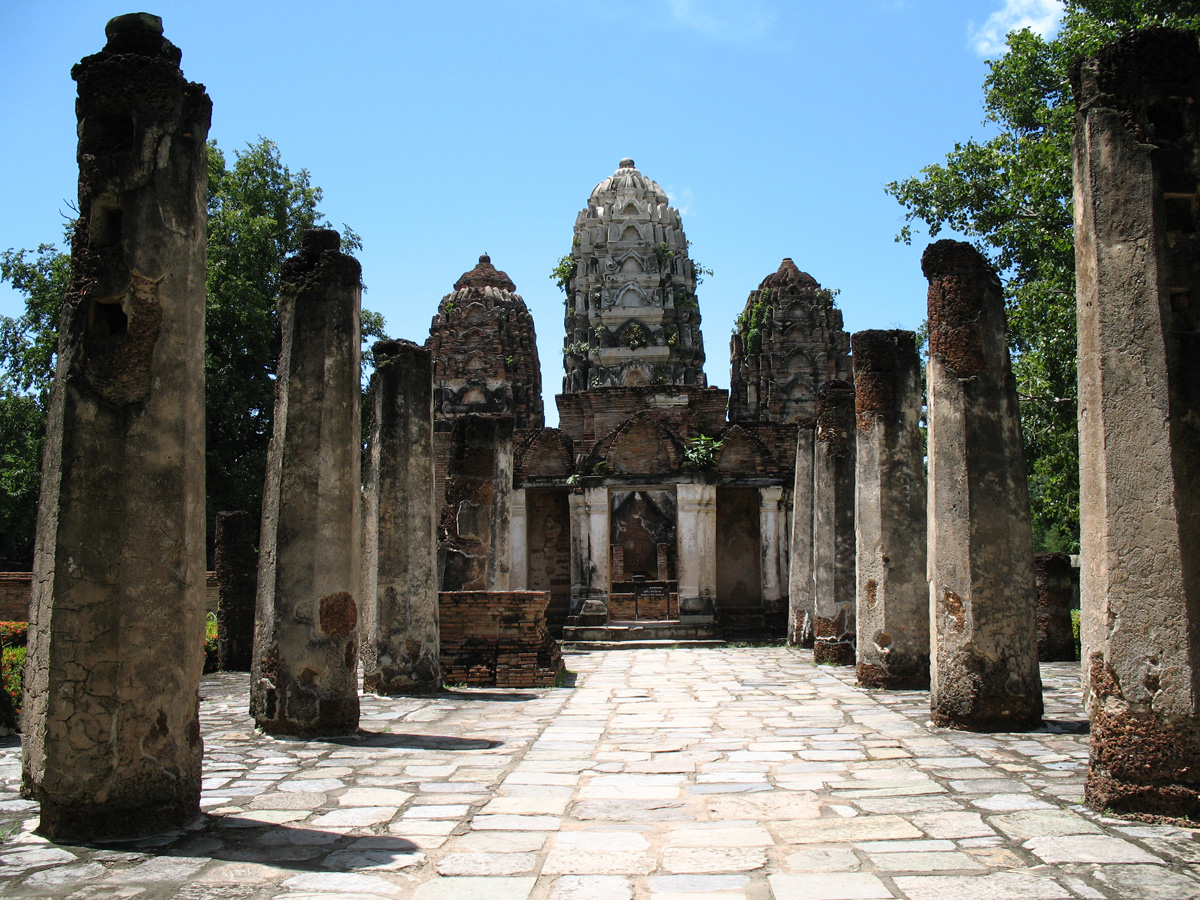
Wat Si Sawai
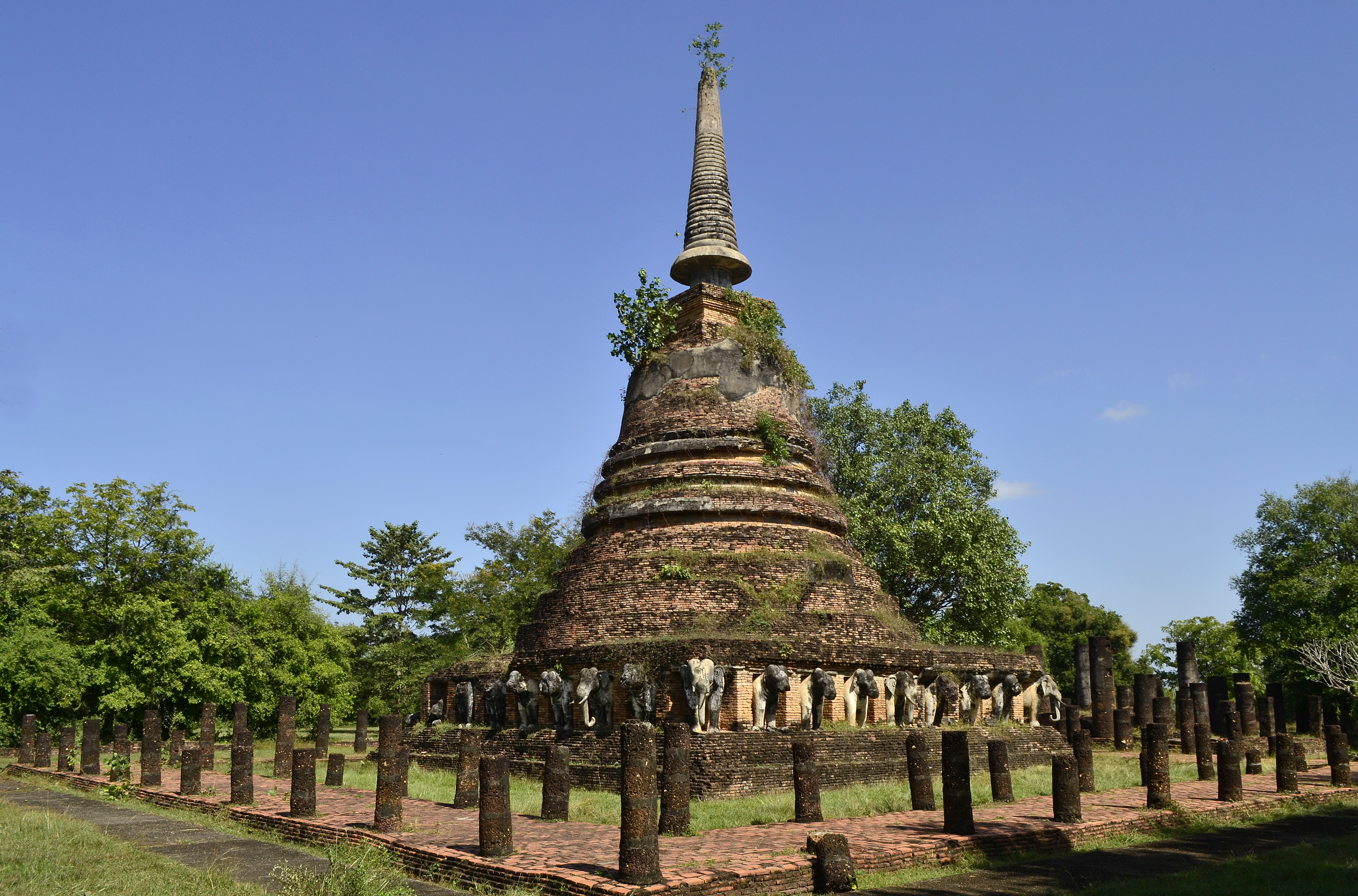
Wat Chang Lom
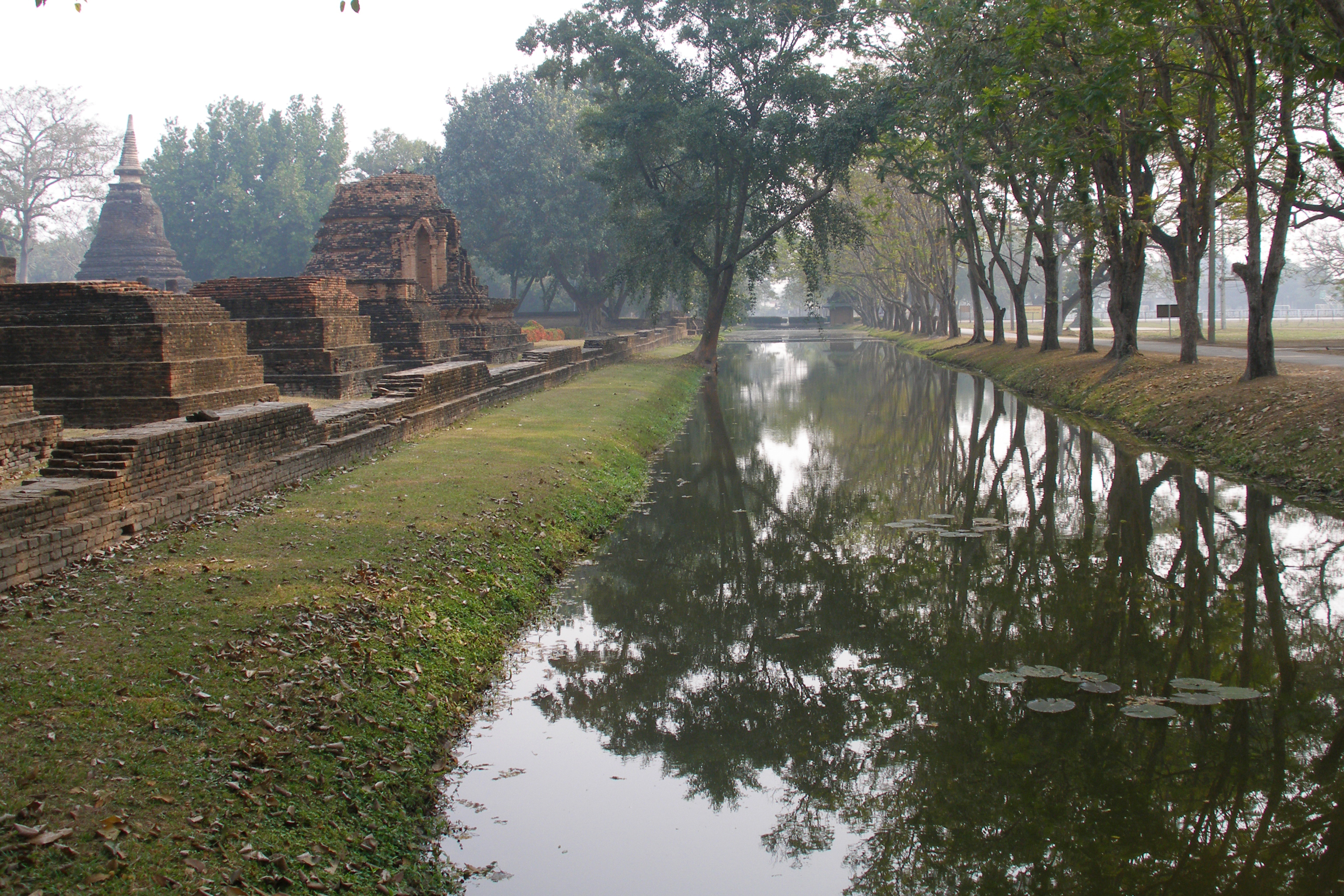
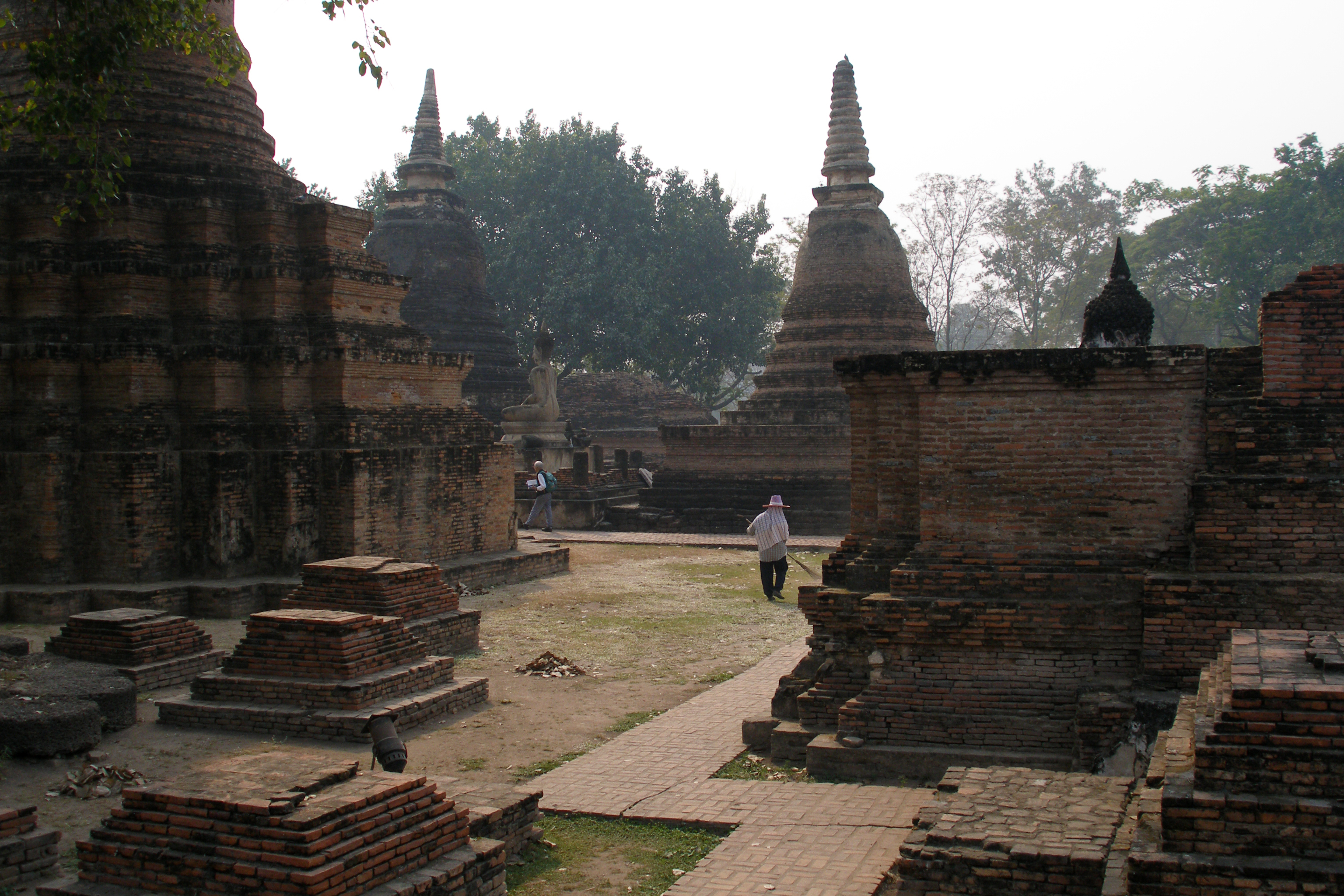
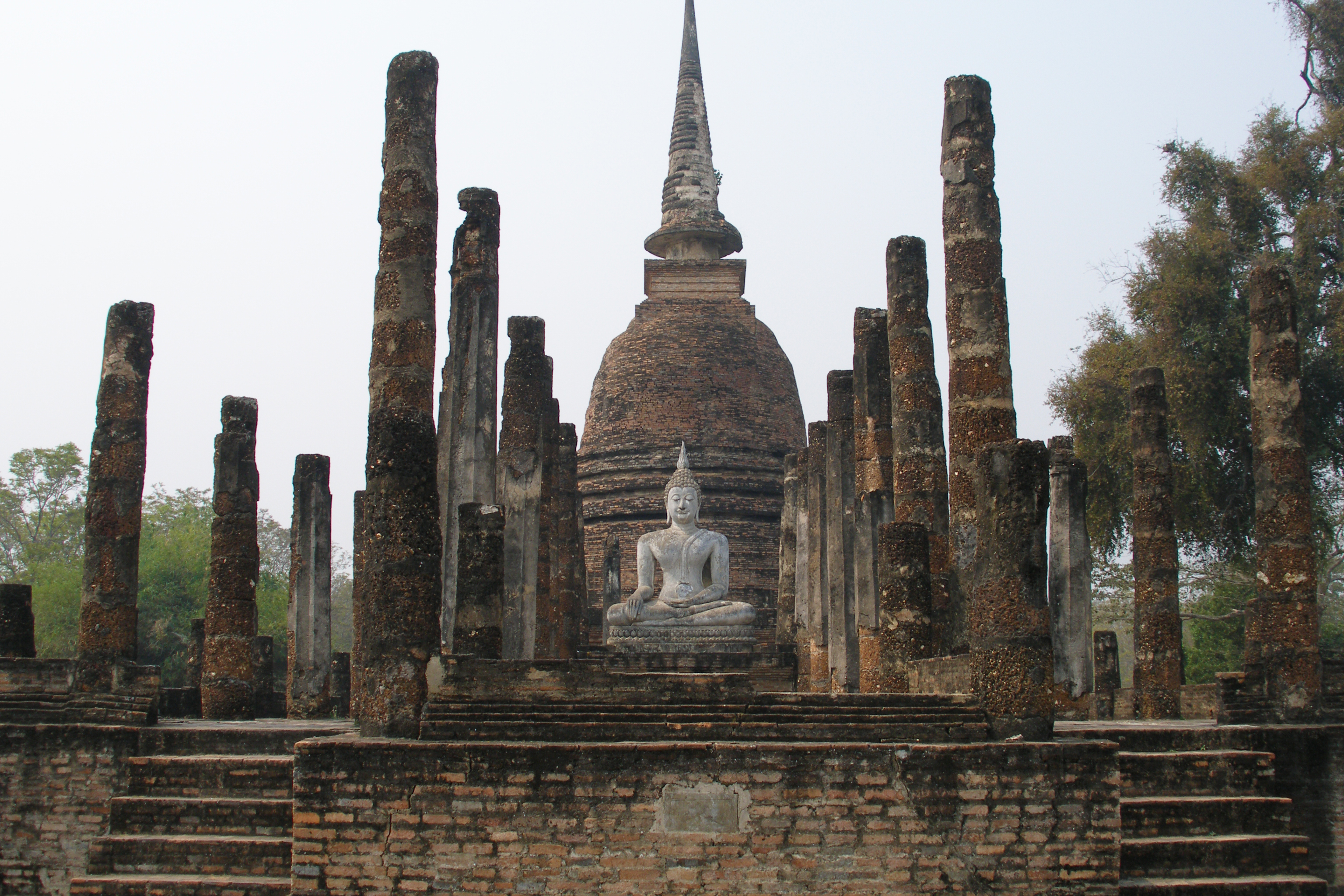
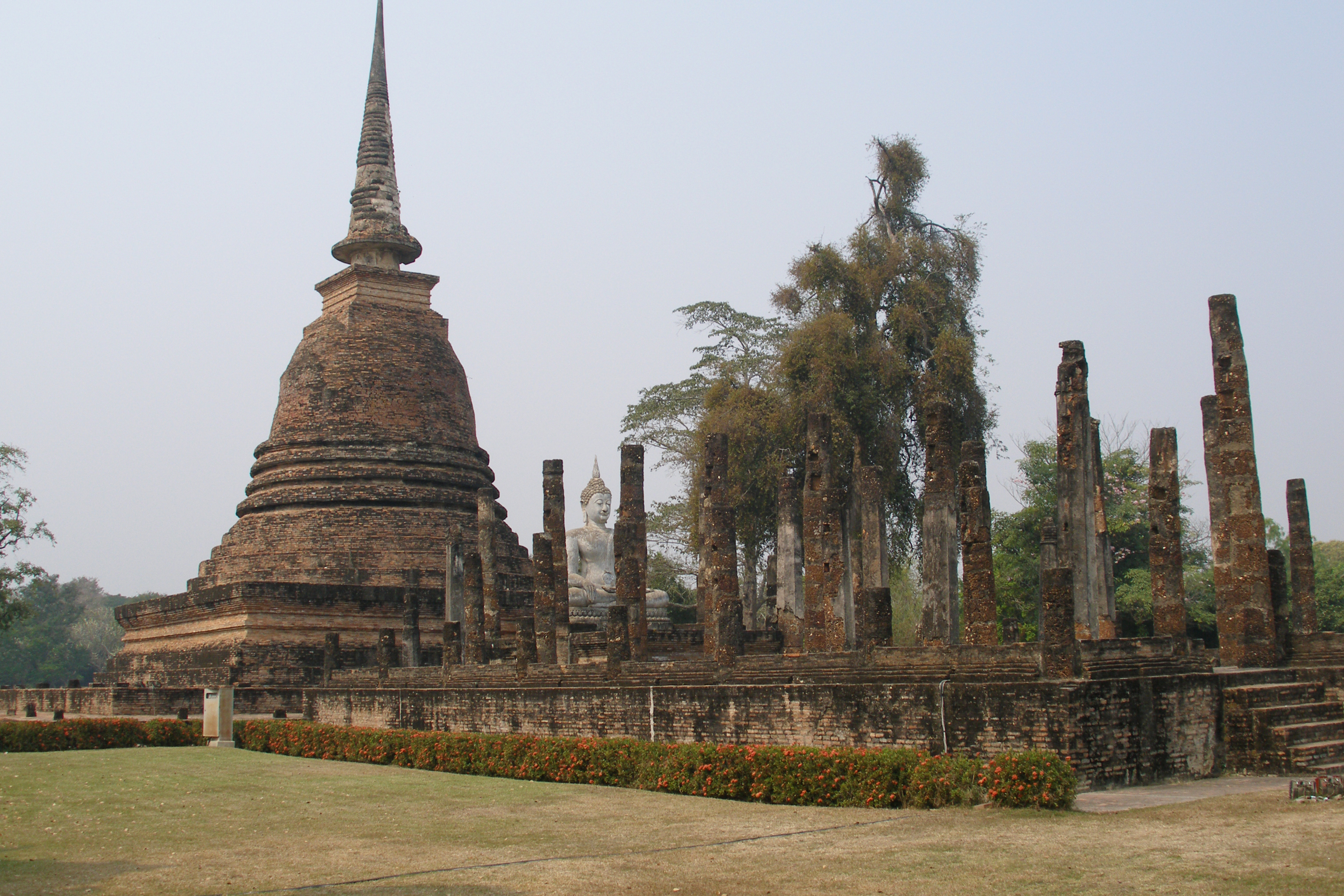
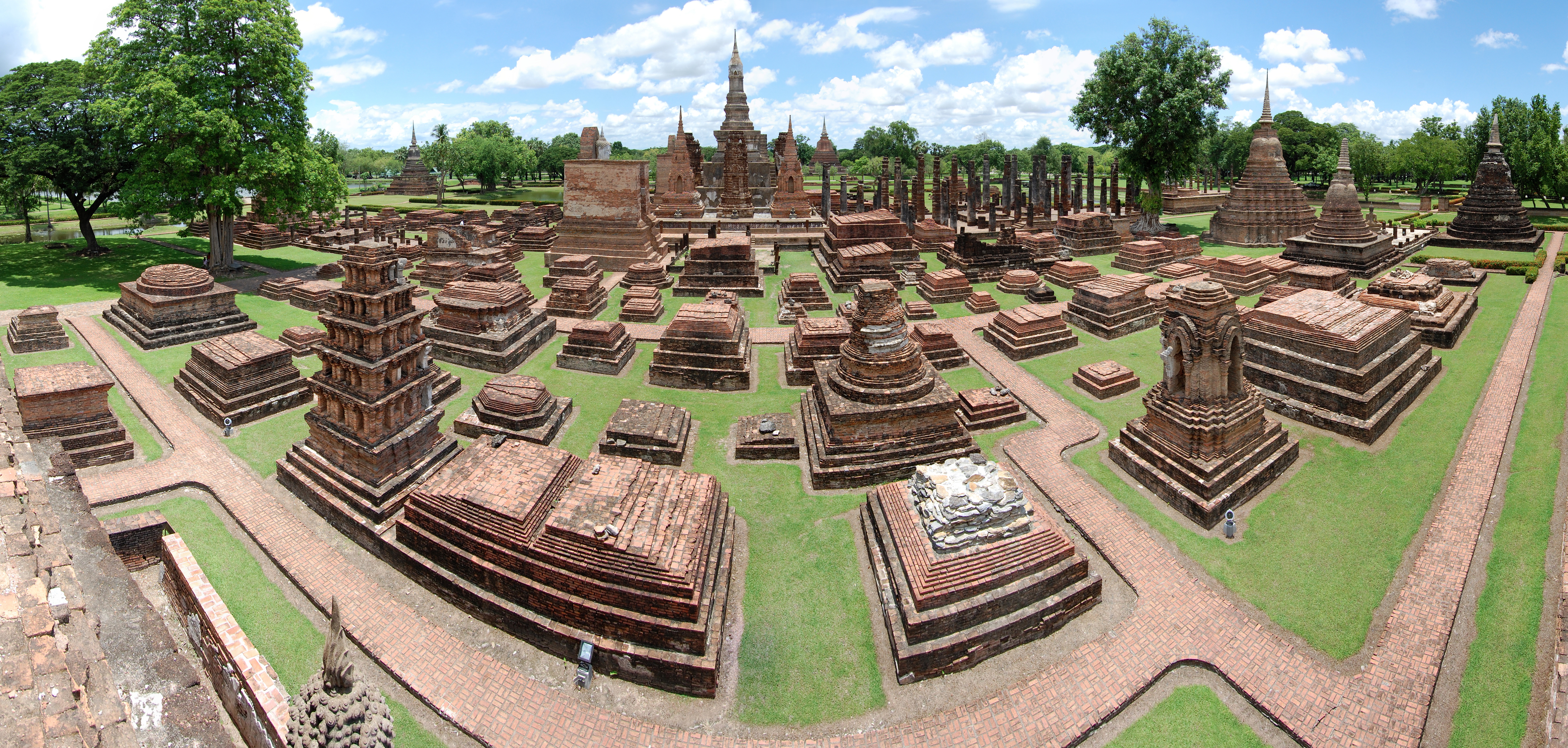

## Fordítás
Ez a szócikk részben vagy egészben  a   Geschichtspark Sukhothai című német Wikipédia-szócikk fordításán alapul.  Az eredeti cikk szerkesztőit annak laptörténete sorolja fel. Ez a jelzés csupán a megfogalmazás eredetét és a szerzői jogokat jelzi, nem szolgál a cikkben szereplő információk forrásmegjelöléseként.